# Chugwater Creek
Der Chugwater Creek ist mit etwa 149 km der längste Nebenfluss des Laramie Rivers im Osten des US-Bundesstaates Wyoming.

## Verlauf
Der Chugwater Creek entsteht durch den Zusammenfluss von Middle Chugwater Creek und South Chugwater Creek in den südlichen Laramie Mountains im Laramie County auf einer Höhe von 1921 m. Der Fluss verläuft von dort parallel zum Wyoming Highway 211 in nordöstliche Richtung ins Platte County und trifft in Chugwater auf Interstate 25, U.S. Highway 87 und Wyoming Highway 321. Der Chugwater Creek mäandriert im weiteren Verlauf durch die High Plains, den westlichsten Teil der Great Plains, unterquert den Wyoming Highway 314 und erhält mit dem Richeau Creek von links seinen längsten Nebenfluss. Östlich von Wheatland passiert er die Siedlungen Y-O Ranch und Chugcreek, unterquert den Wyoming Highway 316 und mündet nach knapp 150 km östlich von Uva auf einer Höhe von 1350 m in den Laramie River. Der Laramie River wird unmittelbar östlich der Mündung zum Grayrocks Reservoir aufgestaut und mündet bei Fort Laramie in den North Platte River.

## Quellflüsse
Der Middle Chugwater Creek entspringt an der Ostflanke des Baldy Mountain in den südlichen Laramie Mountains im Albany County auf einer Höhe von rund 2500 m. Von dort fließt er in östliche Richtung, erhält mit Strong Creek und Shanton Creek längere Nebenflüsse und durchfließt zwei kleine Stauseen. Er erreicht das Laramie County und fließt nach rund 30 km auf einer Höhe von 1921 m mit dem South Chugwater Creek zum Chugwater Creek zusammen.
Der South Chugwater Creek entspringt südwestlich des Baldy Mountain in den Laramie Mountains im Albany County auf einer Höhe von rund 2520 m. Von dort fließt er östliche, später in nordöstliche Richtung und erreicht das Laramie County. Er durchfließt das Farthing Reservoir und fließt nach rund 33 km auf einer Höhe von 1921 m mit dem Middle Chugwater Creek zum Chugwater Creek zusammen.

## Hydrologie
Der Chugwater Creek ist als Nebenfluss des Laramie Rivers Teil des Einzugsgebietes des North Platte Rivers, der sich über Platte River, Missouri und Mississippi in den Golf von Mexiko entwässert. Das Einzugsgebiet des Chugwater Creek umfasst ein Gebiet von etwa 1695 km² und grenzt an die Einzugsgebiete von Horse Creek im Süden, Bear Creek im Osten und Sybille Creek im Westen. Der Chugwater Creek verläuft auf gesamter Strecke als schmaler Bach durch die semiariden Great Plains. Der mittlere Abfluss am Pegel bei Uva beträgt 1,14 m³/s, die größten Abflüsse finden sich in den Monaten März, April und Juni.

## Belege
1. 1 2 3 4  Chugwater Creek. In: Geographic Names Information System. United States Geological Survey, United States Department of the Interior (englisch).
2. ↑  Middle Chugwater Creek. In: Geographic Names Information System. United States Geological Survey, United States Department of the Interior (englisch).
3. ↑  South Chugwater Creek. In: Geographic Names Information System. United States Geological Survey, United States Department of the Interior (englisch).
4. 1 2  USGS 06669850 CHUGWATER CREEK NR UVA, WYO. Abgerufen am 16. August 2024.